# Ploéven
Ploéven (bret. Ploeven) – miejscowość i gmina we Francji, w regionie Bretania, w departamencie Finistère.
Według danych na rok 1990 gminę zamieszkiwało 450 osób, a gęstość zaludnienia wynosiła 34 osoby/km² (wśród 1269 gmin Bretanii Ploéven plasuje się na 856. miejscu pod względem liczby ludności, natomiast pod względem powierzchni na miejscu 725.).